# Siegmund Labisch

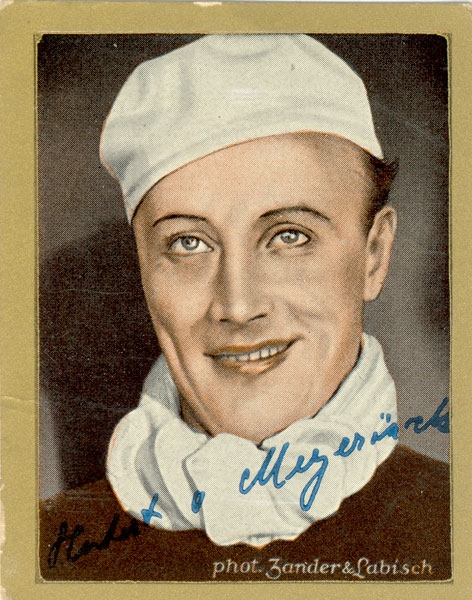
Ein von Zander & Labisch produziertes Sammelbild aus der Serie Bühnenstars und ihre Autogramme, die 1933 den Gold-Saba-Zigaretten der Garbaty-Zigarettenfabrik beilagen. Dieses Bild zeigt Hubert von Meyerinck.

Siegmund Labisch (30. Juli 1863 in Samter, Regierungsbezirk Posen – 7. Dezember 1942 im KZ Theresienstadt) war Kaufmann, Fotograf und Mitbegründer der Fotoagentur Zander & Labisch.

## Leben
1895 gründete er zusammen mit dem Ingenieur und Fotografen Albert Zander die Agentur Zander & Labisch Illustrations-Photographen
in Berlin, die sich als erste ihrer Art auf Herstellung und Vertrieb von Pressefotografien verlegte. Damit gelang es ihr, bereits 1897 ein Zehntel aller in der Berliner Illustrirten Zeitung veröffentlichten Aufnahmen zu platzieren. Albert Zander verstarb bereits am 12. August 1897 an einer Vergiftung. Nach Zanders Tod wurde Siegmund Labisch alleiniger Inhaber der Fotoagentur.
Unter dem zeitweiligen Namen Zander & Labisch Neue Photographische Gesellschaft A.G. fand sich das Atelier 1896 bis 1897 zunächst in der Leipziger Straße 105, von 1897 bis 1900 in der Mohrenstraße 19. Mit den wechselnden Adressen (u. a. Leipziger Straße 115/16) bestand die Agentur bis zu ihrer Löschung aus dem Handelsregister im Jahr 1939. Labisch selbst wurde ab 1938 nicht mehr in amtlichen Einwohnerverzeichnissen geführt.
Im April 1905 hatte er mit Dr. Gustav Selle die Dr. Selle & Co. OHG gegründet. Als Dr. Selle im Jahr 1907 aus der Firma ausstieg, erfolgte eine Neugründung mit dem Prokuristen Erich Zander als Gesellschafter. Im Juni 1913 gründeten Zander und Labisch die Dr. Selle & Co. GmbH. Gegenstand des Unternehmens war laut Handelsregistereintrag „die Herstellung und der Vertrieb aller Erzeugnisse auf dem Gebiet der graphischen Kunst, insbesondere der Weiterbetrieb der zu Berlin unter der Firma Dr. Selle & Co. bestehenden, bisher den Herren Zander und Labisch in offener Handelsgesellschaft gehörenden graphischen Kunstanstalt“. Beide waren im Februar 1922 an der Gründung der Dr. Selle & Co. Aktiengesellschaft als Aktionäre beteiligt, bei der Erich Zander gemeinsam mir Dr. Hans Byk den Vorstand bildete und Siegmund Labisch Mitglied des Aufsichtsrats wurde. 1927 erfolgte eine Fusion mit der Dr. Eysler & Co. AG, aus der die Dr. Selle-Eysler Aktiengesellschaft hervorging, die bis 1936 bestand.
Am 14. September 1942 wurde Siegmund Labisch nach Theresienstadt deportiert, wo er am 7. Dezember desselben Jahres umkam.

## Werke (Auswahl)

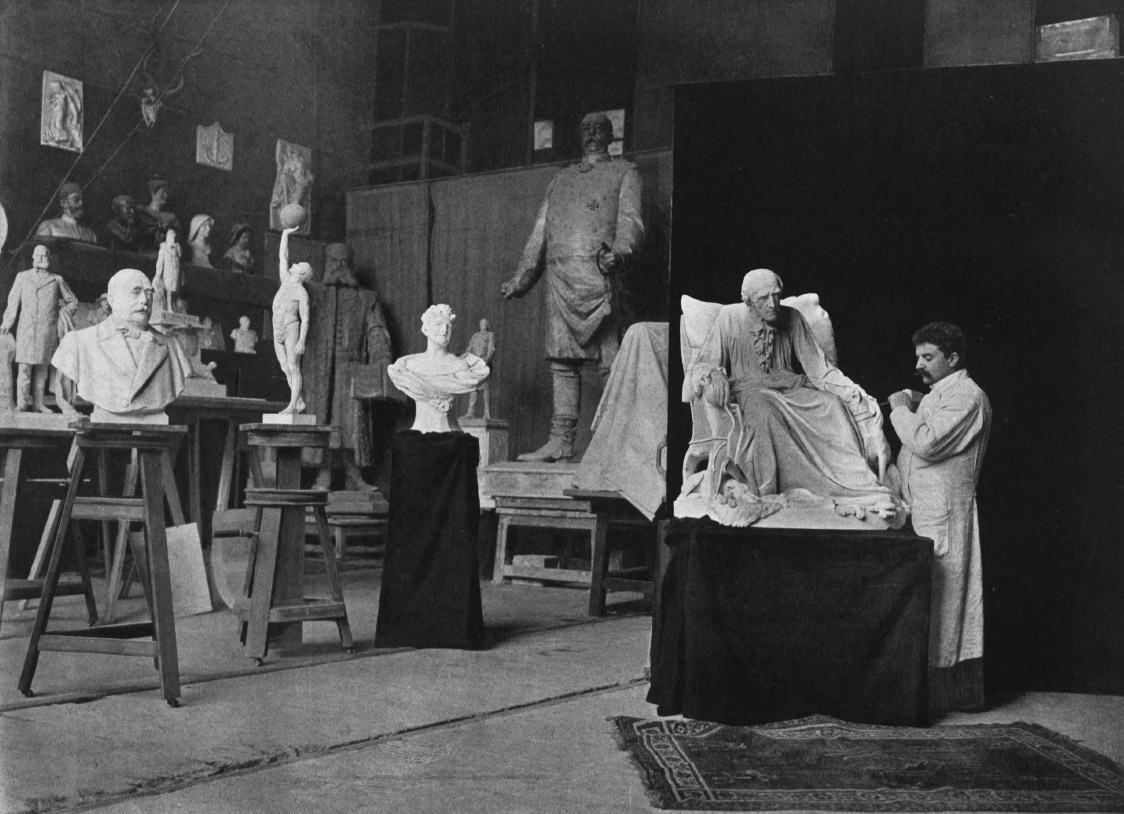
Der Bildhauer Harro Magnussen bei der Arbeit in seiner Werkstatt; abgedruckt 1898 in: Berliner Leben
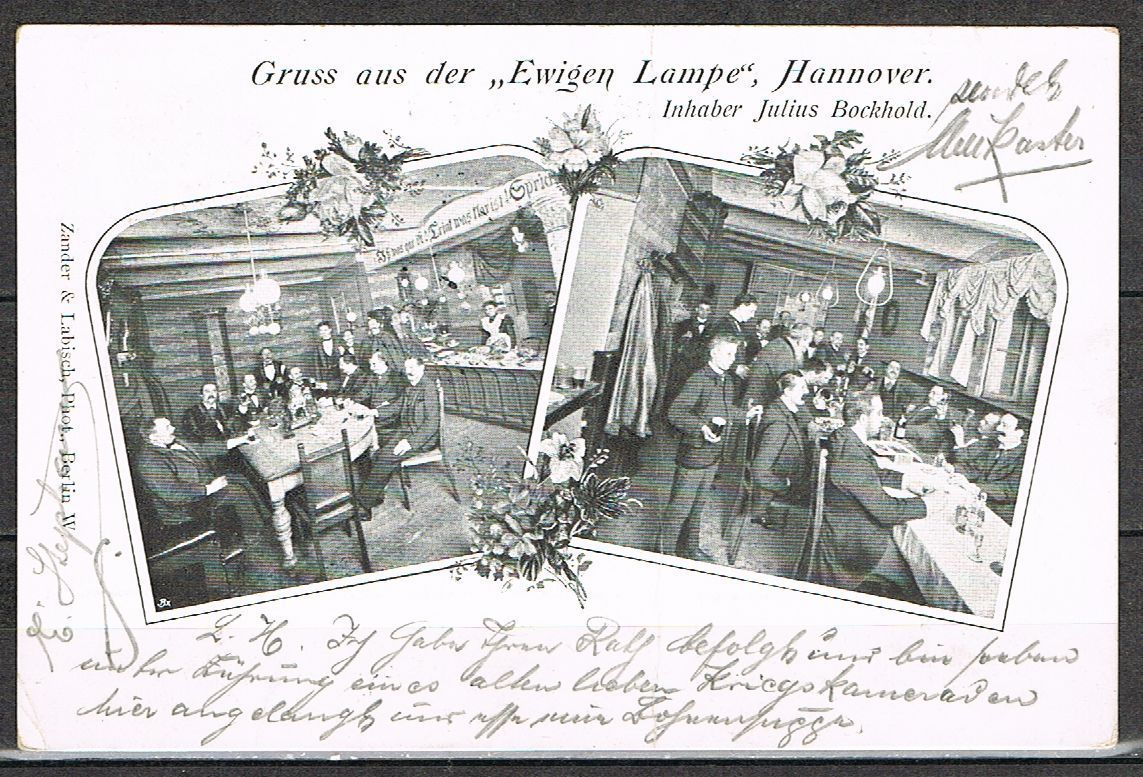
1890er Jahre-Grußkarte aus dem Restaurant Ewige Lampe in Hannover
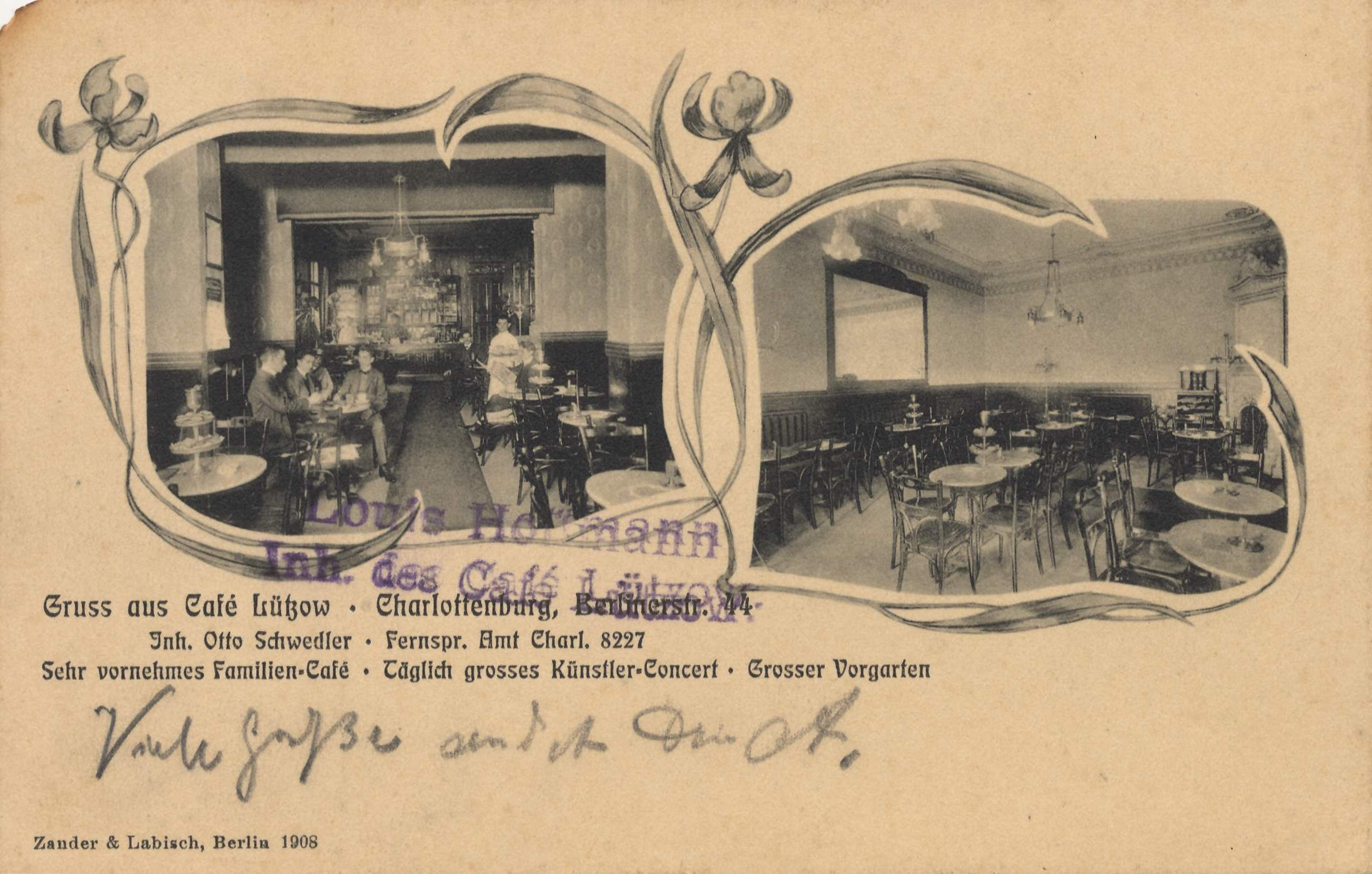
Ansichtskarte von 1908 im Lichtdruck und Jugendstil-Elementen, Fotografien vom Café Lützow in Charlottenburg
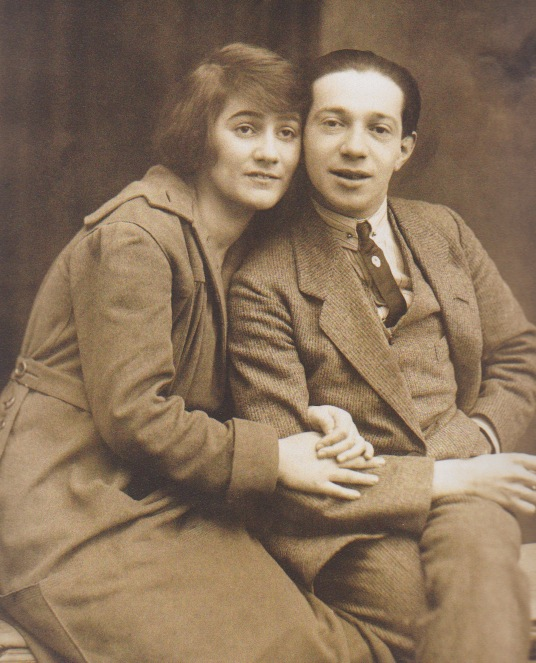
Atelieraufnahme von Blandine Ebinger und Friedrich Hollaender, zwischen 1919 und 1926